# Godzillasaurus
 (août 2018).
Si vous disposez d'ouvrages ou d'articles de référence ou si vous connaissez des sites web de qualité traitant du thème abordé ici, merci de compléter l'article en donnant les références utiles à sa vérifiabilité et en les liant à la section « Notes et références ».
Godzillasaurus (ゴジラザウルス, Gozirazaurusu) est un kaiju qui apparaît, en 1991, dans le film Godzilla vs King Ghidorah. Il s'agit d'une espèce fictive de dinosaure ayant survécu sur l'île de Lagos. 
Dans la série Heisei des films de Godzilla, c'est ce dinosaure qui a été affecté par les radiations d'un test nucléaire et est par la suite devenu Godzilla.

## Caractéristiques
- 12 mètres de haut
- 20 mètres de long
- 60 tonnes

## Liste des apparitions
- 1991 : Godzilla vs King Ghidorah, de Kazuki Ōmori